# پاپروتش دوژا
پاپروتش دوژا (به لهستانی:  Paproć Duża) یک روستا در لهستان است که در گمینا شومووو واقع شده‌است. پاپروتش دوژا ۴۶۰ نفر جمعیت دارد.